# 青荣城际铁路
青荣城际铁路，是中国山东省胶东半岛一条连接青岛市与荣成市的高速铁路。线路正线全长298.842 km（含直通线、联络线等总长约335千米），西南起自青岛市，途经莱西市、莱阳市、海阳市、栖霞市、烟台市、威海市、文登市，东北至荣成市。双线，设计时速250km/h，初期运营时速200km/h。2014年12月28日，即墨北至荣成段正式开通运营，全线于2016年11月16日通车。2021年1月20日，青荣城际运营速度提升至250公里每小时。

## 线路
青荣城际线始于青岛北站，出站后向北与胶济线共线，至城阳区分岔，跨越胶济线，向东北过即墨区中北部，后折向北，跨越蓝烟线后，在其西侧与之大致平行，进入蓝烟线既有莱阳站。出站后过桃村至西陌堂分岔，支线向北进入烟台站，正线向东沿烟威高速公路进入威海市，于威海市区内折向东南，最终到达终点荣成市。正线长度298.97 km（包括既有胶济线13.3 km），建设长度285.88 km，青岛北至荣成运营长度300.58 km。青岛市范围正线长84.57 km，两条联络线18.83 km，合计103.4 km；烟台市范围146.31 km，联络线54.579 km；威海市范围68.62 km。
作为山东省内内“四纵四横”中“四纵”之一的烟大铁路轮渡—蓝烟—胶新通道的一部分，青荣城际线南连青盐线，西连胶济客运专线、德龙烟线，可分别与京沪高速线、京广客运专线对接。

## 车站列表
青荣城际线正线上设青岛北、城阳、即墨北、夏各庄、莱西、莱阳、海阳北、桃村北、烟台南、牟平、威海北、威海、文登东和荣成共14座车站。青岛－烟台直通线设芝罘和烟台2座车站。其中青岛北、烟台、威海和荣成站为始发站。青岛北站单独立项建设，城阳、莱阳、威海站改扩建，其余均为新建车站。另建有由柘车河线路所至即墨站的胶荣联络线通往胶济客专济南方向，和由刘家村线路所连接青盐铁路的联络线。
旅客站台长度设计为450 m；岛式中间站台宽度12 m；较大车站基本站台宽度12 m，只设2座侧式站台的一般中间站站台宽度8 m。站台高度均为1.25 m。
站房综合楼规模上，威海站、荣成站、烟台南站、即墨北站10000 m²；莱阳站9000 m²；牟平站5000 m²；城阳、莱西北、海阳北、威海北站均为3000 m²；芝罘、桃村北、文登东站均为2500 m²。
全線都位於山東省內。
| 站名     | 青島北起計 里程（公里） | 連接路線                                                                         | 所在地 | 所在地 |
| -------- | ----------------------- | -------------------------------------------------------------------------------- | ------ | ------ |
| 青岛北站 | 0                       | 胶济铁路、胶济客运专线、青盐铁路、 青岛地铁1号线、 青岛地铁3号线、 青岛地铁8号线 | 青岛市 | 李沧区 |
| 城阳站   | 15                      | 胶济铁路、胶济客运专线、 青岛地铁9号线（规划）、青岛有轨电车城阳线（规划西延）   | 青岛市 | 城阳区 |
| 即墨北站 | 31                      | 青岛地铁16号线（规划）                                                           | 青岛市 | 即墨区 |
| 夏格庄站 | 58                      |                                                                                  | 青岛市 | 莱西市 |
| 莱西站   | 80                      | 潍莱高速铁路、莱荣高速铁路                                                       | 青岛市 | 莱西市 |
| 莱阳站   | 101                     | 蓝烟铁路                                                                         | 烟台市 | 莱阳市 |
| 海阳北站 | 128                     |                                                                                  | 烟台市 | 海阳市 |
| 桃村北站 | 151                     |                                                                                  | 烟台市 | 栖霞市 |
| 芝罘站   | /                       | 潍烟高速铁路                                                                     | 烟台市 | 芝罘区 |
| 烟台站   | /                       | 蓝烟铁路、德龙烟铁路                                                             | 烟台市 | 芝罘区 |
| 烟台南站 | 186                     | 潍烟高速铁路                                                                     | 烟台市 | 莱山区 |
| 牟平站   | 210                     |                                                                                  | 烟台市 | 牟平区 |
| 威海北站 | 247                     |                                                                                  | 威海市 | 环翠区 |
| 威海站   | 260                     | 桃威铁路                                                                         | 威海市 | 环翠区 |
| 文登东站 | 284                     |                                                                                  | 威海市 | 文登区 |
| 荣成站   | 301                     | 莱荣高速铁路                                                                     | 威海市 | 荣成市 |

## 建设

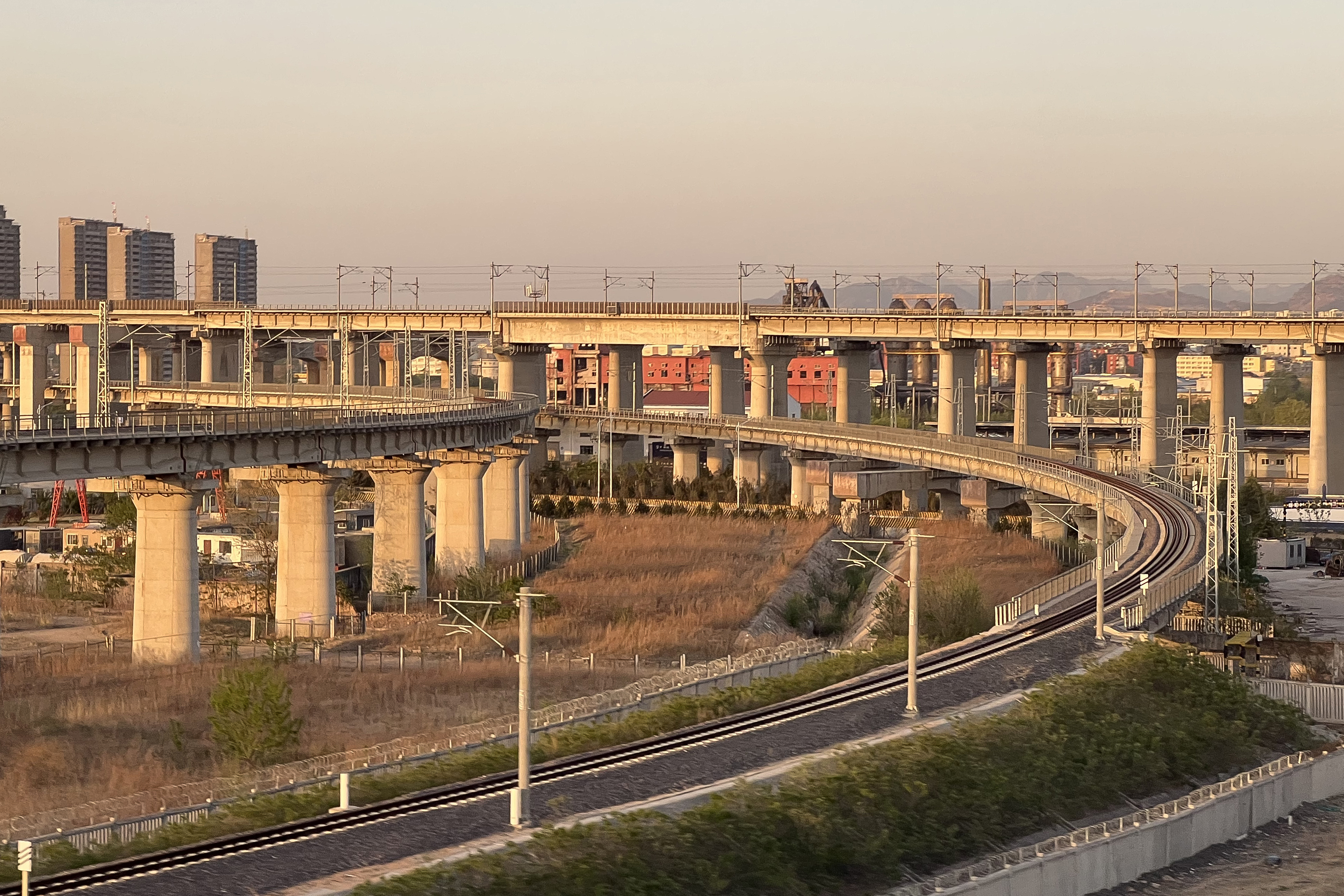
青岛枢纽刘家村联络线，青荣城际沿线列车可由此前往青盐线日照方向

2008年，铁道部和山东省政府达成协议，项目资本金按照总投资的50%安排，铁道部、山东省按资本金7:3比例出资，征地拆迁费用由山东省负责，计入山东省出资。项目投资估算总额为333.9亿元人民币，其中动车组购置费33亿元，资本金以外的资金则向国内银行贷款。最终确定投资371.3亿元。
2009年2月，设计单位开始进行可研踏勘工作；6月，可行性报告通过评审；10月，开始地质详勘；11月2日，国家发改委发出“发改基础[2009]2774号《国家发展改革委关于新建青岛至荣成城际轨道交通项目建议书的批复》”；18日，山东省住房和城乡建设厅核发《青岛至荣成城际铁路建设项目选址意见书》；12月3日，国土资源部以“国土资预审字[2009]445号《关于新建青岛至荣成城际铁路项目建设用地预审意见的复函》”通过用地预审；14日，环境保护部发出“环审[2009]529号《关于新建铁路青岛至荣成城际铁路环境影响报告书的批复》”。
2010年3月5日，国家发改委发出“发改基础[2010]377号《国家发展改革委关于新建青岛至荣成城际轨道交通项目可行性研究报告的批复》”；3月17日，铁道部与山东省政府在青岛北站工地举行开工建设动员大会，正式宣布开工；6月30日，铁道部和山东省政府发出“铁鉴函[2010]823号《关于新建青岛至荣成城际轨道交通项目初步设计的批复》”；9月27日，项目开标；10月21日，青荣城际铁路有限责任公司创立大会暨第一次股东大会在济南举行。
青荣城际线的线路建设分为6个标段，分别由中铁十四局、中铁一局、中交二航局、中铁十局、中交三航局、中铁十七局完成。铺轨施工由中铁一局新运公司承担。站房工程分为3个标段，分别由中铁二局、中铁建工集团和中铁十局施工。
2014年8月25日，青荣城际线即墨北－荣成段及即墨北－即墨联络线完成铺轨，2014年10月开始联调联试，2014年12月28日开通动车组列车。
2015年2月4日，青荣城际青烟直通线、芝罘－烟台南联络线开通，烟台站开始接发动车组列车。
2015年6月28日，改造后的威海站投入使用，并开始接发动车组列车。
2016年10月5日，青荣城际线青岛李沧至即墨区间启动联调联试。
2016年11月16日，青荣城际线全线开通。
2019年7月10日，连接青荣城际与青盐铁路的刘家村联络线开通，烟台、威海可经由该线直通日照。

## 运营
青荣城际沿线各车站，除青岛北站和城阳站外，均为济南铁路局烟台车务段管辖。
2014年12月26日，途经青荣城际线的动车组列车车票开始发售。济南至烟台最短用时3小时17分，二等座票价161.5元；济南至威海最短用时3小时49分，二等座票价180元；济南至荣成最短用时4小时21分，二等座票价196.5元。28日，青荣城际线先期开行8对动车组；从29日起，青荣城铁的所有11对动车组列车将全部开行。其中，直通列车3对：荣成—上海虹桥G458/5、G456/7次、烟台南—北京南G472/G471次、荣成—北京南G476/G475次。管内列车8对：烟台南—济南西(济南)D6052/D6051次、荣成—济南D6074/D6071次、荣成—济南西D6072/D6077次、荣成—济南D6076/D6075次、荣成—即墨北D6092/D6091次、荣成—即墨北D6096/D6095次、荣成—烟台南D6094/D6093次、荣成—济南西D6078/D6073次。
截至2015年1月28日开通满月之际，青荣城际线共计发送旅客34万人次。2015年春运期间，青荣城铁共发送旅客45万人，日均1.13万人，其中管内客流40.2万人，日均1万人。3月20日，济南铁路局对青荣城际线班次进行了优化调整，增加了高峰期列车3对。“五一”假期期间，青荣城际线在日常线、高峰线之外首次加开临客。5月1日至3日，青荣城际发送旅客突破6万人次，5月1日当日发送旅客2.5万人次，创青荣城际开通以来单日发送最高。其中威海北站5月1日以单日6925人次的数据创下了青荣城铁沿线各站的客流新纪录。端午节小长假期间，烟台车务段客流管辖的青荣城际车站发送旅客7.63万人次，日均1.9万人。
据济南铁路局统计显示，青荣城际线开通首年，累计发送旅客590万人，日均发送1.62万人，客流流向以省内客流为主，发送旅客518万人，约占总量88%，其中青荣城际本线车站客流278万人，到达济南客流152万人，跨省客流中北京方向50万人、上海方向22万人。客流高峰日为10月6日，发送旅客3.3万人。而在开通运营初期，青荣城际日均发送量约为1万人，客流增长率超60%。
青荣城际线全线通车后，青岛至荣成间开行城际动车组列车，全线安排客运列车18对，其中高峰线3对，周末线3对。
截至2017年1月5日，青荣城际线共开行34.5对列车，具体如下：
- 荣成↔烟台的普通动车组列车1.5对
- 荣成↔青岛／青岛北的城际动车组列车日常线7对、高峰线1对
- 荣成↔济南／济南西的普通动车组列车4对
- 荣成↔枣庄的高速动车组列车1对、普通动车组列车0.5对
- 荣成↔西安北的高速动车组列车1对
- 荣成↔北京南的高速动车组列车1对
- 荣成↔上海虹桥的高速动车组列车1对
- 威海↔青岛北的城际动车组列车高峰线1对、周末线2对
- 烟台／烟台南↔青岛北的城际动车组列车日常线5对、高峰线1对、周末线1对
- 烟台↔济南／济南西的普通动车组列车2对
- 烟台↔枣庄的普通动车组列车0.5对
- 烟台↔北京南的高速动车组列车2对
- 烟台↔上海虹桥的高速动车组列车1对
- 烟台↔长沙南的高速动车组列车1对

2020年，青荣城际铁路开通铁路e卡通进站功能。
2021年1月20日，青荣城际运营速度提升至250公里每小时。

## 缺陷

### 设计标准降低
青荣城际线原设计时速为300km/h。2011年温州动车事故后，铁路建设陷入低谷，在建铁路普遍停工并重新设计。青荣城际线重新设计后，设计时速为250km/h，且由无砟轨道改为有砟轨道（部分隧道除外），线间距为4.6米。此事件导致即墨至荣成段在2014年底才得以完成，且初期运行时速为200km/h。

### 全线开通延误
由于受青岛铁路枢纽段规划新建青盐线及济青高速线，导致青荣城际线引入枢纽段及还建胶济线的线位难以确定，以及沿线拆迁进度及施工难度高等因素影响，青岛枢纽段建设工期明显滞后，导致青荣城际线无法按期实现全线通车。

### 规划协调不当
青荣城际线新建的莱西北站（现莱西站）距离蓝烟线莱西站（现莱西南站）仅有约2 km，且二者规模均较小；随着潍莱客运专线的建设临近，莱西北站面临着改扩建，而莱西站也必须再次停运改造。另外，莱阳站于2014年3月停办客运并拆除扩建，且期间莱阳市与铁路部门曾就房屋规划与建设问题发生纠纷。城际铁路通车后莱阳站仅开通高速客运场，普速客运场的建设严重滞后。

### 动车配套不足
因规划中的荣成存车场尚未动工，城铁由于缺乏动车运用设施，导致荣成站夜间所有站台停满过夜动车组列车。

## 展望
预计2020年日客运量将达19.9万人次，而2030年则达到29.3万人次。青岛至烟台、威海所需时间由的3.7小时、4.3小时分别缩短为1小时、1.5小时，烟台至威海、济南、北京的时间将缩短至半小时、3小时、5小时，而目前烟台至北京的普速列车需要14.5小时。根据2015年4月批复的《环渤海地区山东省城际轨道交通网规划》，青荣间还将建设青荣南线。